# 旋轉女舞者

旋轉女舞者

逆時針旋轉

順時針旋轉

一位妇女的PET扫描也有和旋轉女舞者类似的效果

小鼠CT扫描的最大密度投影动画也有和旋轉女舞者类似的效果

旋轉女舞者（The Spinning Dancer）是網路上流行的動畫。
旋轉女舞者左腿碰觸地面，右腿抬高，以顺时针不斷地旋转；或右腿碰觸地面，左腿抬高，以逆时针不斷地旋轉；也有人会看到旋转方向突然改变。據稱這是人眼視錯覺的效果所呈現的。该動畫的設計者是茅原伸幸。

## 原理
这是一个多穩態知覺光学错觉现象，由于女舞者是投影在平面上的2D形象，所以在表现旋转这种3D运动时，就缺少了一个表示深浅的维度。所以我们从这种2D画面上无法判断女舞者的旋转方向。
此类動畫，可利用Fireworks，或者Photoshop自製出其他人物活動，例如嬰兒跳舞。